# Francisco de Garnica
Francisco de Garnica (Soria, 1526-22 de junio de 1590) fue un noble y hacendista español que llegó a ser contador mayor de Felipe II.

## Biografía
Fue hijo de Martín de Garnica y Constanza de Torres. 
De Carlos Morales considera que, hacía 1542, se unió al grupo de servidores reales cercanos al secretario Francisco de los Cobos. Desde 1547 tomó la carrera militar acompañando al emperador Carlos V en diversas acciones de guerra en Alemania. En este tiempo se encontraba dentro de los partidarios de la facción cortesana liderada por Ruy Gómez de Silva. En 1550, compró una finca en Chamartín, a las afueras de Madrid, que sería conocida posteriormente como Quinta del Recuerdo.
Hacia 1558 abandonó la carrera militar, pasando a servir en la hacienda real como contador de relaciones en la Contaduría Mayor como consecuencia de la protección de Francisco de Eraso. En 1564 fue nombrado teniente de contador mayor, y consejero del Consejo de Hacienda. En la década siguiente Francisco tomó un papel preponderante en asuntos hacendísticos y participó en la Junta de pendientes formada tras la suspensión de pagos de la hacienda real de 1575.
En 1579, tras la detención y subsiguiente proceso de Antonio Pérez, la carrera de Francisco comenzó a decaer. Se encontró afectado por diversas visitas o investigaciones, aunque la voluntad de Felipe II impidió que fuera procesado con ocasión de haber recibido dádivas de banqueros genoveses entre otras conductas.
Fundó y dotó el convento de San Bernardino, de franciscanos alcantarinos.
Dejó su servicio y la corte en 1587 muriendo tres años después, el 22 de junio de 1590, posiblemente en su ciudad natal, Soria.

## Matrimonios
Casó en primeras nupcias con María de Porres y Vozmediano, noble de ilustre familia madrileña.
En segundas nupcias contrajo matrimonio con otra noble madrileña, Teresa Ramírez de Haro, hija de Diego Ramírez de Haro, señor de Bornos y Francisco de Figueroa, con ella tuvo varios hijos, entre ellos Francisco Garnica y Ramírez de Haro.

## Cargos

### Cargos
- Contador mayor
- Alférez mayor de Soria

### Individuales
1. 1 2  Lasso de la Vega Zamora, Miguel (2004). «3.3 El palacio viejo de los duques de Pastrana: de casa de campo hidalgo a cabeza señorial.». Quintas de recreo y casas de campo aristocráticas alrededor de Madrid: los Carabancheles, Canillejas y Chamartín (Tesis de doctor). Universidad Politécnica de Madrid. p. 919-920. doi:10.20868/upm.thesis.76485. Consultado el 12 de marzo de 2024.
2. ↑  Serrano Redonnet, Jorge Alberto. «El conquistador Nicolás de Garnica y su familia (continuación)». Revista Hidalguía (151): 961.
3. ↑  Álvarez y Baena, José Antonio. «Francisco de Garnica Ramírez de Haro (D.)». Hijos de Madrid, ilustres en santidad, dignidades, armas, ciencias y artes 2. p. 125.